# Iso-Korppinen (sjö i Äänekoski, Mellersta Finland)
Iso-Korppinen är en sjö i kommunen Äänekoski i landskapet Mellersta Finland i Finland. Sjön ligger 129,1 meter över havet. Den är 13,5 meter djup. Arean är 59 hektar och strandlinjen är 5,2 kilometer lång. Sjön  ingår i Kymmene älvs huvudavrinningsområde.   Den ligger omkring 73 kilometer norr om Jyväskylä och omkring 310 kilometer norr om Helsingfors. 